# Modelo de territorio exportador
El modelo de territorio exportador, o Export-Land Model, se refiere al trabajo realizado por el geólogo Dallas Jeffrey Brown, basándose en el trabajo de otros autores, y se discuten ampliamente The Oil Drum. Modela la disminución de las exportaciones de petróleo que se producen cuando una nación exportadora experimenta un pico en la producción de petróleo y al mismo tiempo el aumento de consumo interno de ese recurso fósil. En tales casos, las exportaciones disminuyen a un ritmo mucho más rápido que la disminución de la producción de petróleo.
El modelo de territorio exportador es importante para los países importadores de petróleo, porque cuando la tasa de producción de petróleo comience a declinar, después de pasar su pico de producción, el petróleo en el mercado mundial se reducirá mucho más pronunciadamente que la producción total. 

## Teoría de modelo exportador
Como las exportaciones mundiales de se acercan (o pasaron) un pico mundial, el precio de exportación del petróleo aumenta y estimula aún más el crecimiento económico interno y el consumo de petróleo en los países exportadores, creando una retroalimentación positiva entre el proceso de disminución de las exportaciones y los precios más altos. Eventualmente, sin embargo, el nivel de disminución de las exportaciones supera el aumento del precio del petróleo, lo que frena el crecimiento interno. En algunos casos, una región exportadora eventualmente se convierte en un importador neto. Es poco probable que un terreno exportador limite el consumo interno para ayudar a los países importadores. De hecho, muchos países exportadores de petróleo subsidian el consumo doméstico por debajo de los niveles de precios definidos por el mercado internacional.